# Lepturges rhytisma
Lepturges rhytisma är en skalbaggsart som beskrevs av Monné 1976. Lepturges rhytisma ingår i släktet Lepturges och familjen långhorningar. Inga underarter finns listade i Catalogue of Life.